# Alain Bernard
Pour les articles homonymes, voir Bernard et Alain Bernard (homonymie).
Alain Bernard est un nageur français, né le 1er mai 1983 à Aubagne. Licencié au Cercle des nageurs d'Antibes, entraîné par Denis Auguin, sa carrière internationale au plus haut niveau s'étend de 2005 à 2012.
Bernard se révèle au plus haut niveau le vendredi 21 mars 2008, en battant le record du monde du 100 mètres nage libre en demi-finale des championnats d'Europe disputés à Eindhoven avec un chrono de 47 s 60. Lors de ces championnats, il abaisse à nouveau cette marque en finale en 47 s 50 et bat aussi le record du monde du 50 mètres nage libre en fin de session avec un chrono de 21 s 50.
Le 14 août 2008, il devient le premier champion olympique français du 100 mètres nage libre en 47 s 21 devant Eamon Sullivan et le duo Jason Lezak – César Cielo. Lors de ces Jeux olympiques de Pékin, Alain Bernard aide ses coéquipiers du relais 4 × 100 mètres nage libre à remporter la médaille d'argent derrière le relais américain amené par Michael Phelps et Jason Lezak et accroche une médaille de bronze lors du 50 mètres nage libre derrière César Cielo et son compatriote Amaury Leveaux.
À l'ère des combinaisons en polyuréthane, il devient le premier nageur de l'histoire à couvrir la distance en moins de 47 s, avec un temps de 46 s 94 réalisé le 23 avril 2009 à Montpellier (record du monde non homologué à l'époque et battu depuis mais, bizarrerie réglementaire, validé comme record de France, toujours en vigueur en mars 2023). En 2012, il devient champion olympique du relais 4 × 100 : non retenu pour la finale, il a néanmoins permis à l'équipe de France d'accéder à celle-ci de par sa participation aux séries. Il prend sa retraite sportive en 2012 à l'issue des Jeux olympiques de Londres et possède l'un des plus beaux palmarès du sport français, avec deux titres olympiques.

## Biographie

### Carrière sportive

#### 2000-2004: premières années, premiers déboires et premier titre
Né à Aubagne en 1983, Alain Bernard apprend à nager à partir de 6 ans dans la piscine Tournesol du Charrel, qui porte aujourd'hui son nom. Il commence la compétition dans le club de sa ville natale avec lequel il fait ses classes jusqu'à ses seize ans s'exprimant à ses débuts sur les épreuves de dos et de quatre nages. En 2000 il décide de quitter sa ville pour rejoindre le Cercle des nageurs de Marseille afin de progresser avec l'idée de se qualifier pour les Jeux olympiques d'été de 2004. Il rencontre à Marseille un entraîneur qui le suit durant toute sa carrière en la personne de Denis Auguin. Avec lui durant les quatre années qui suivent, il progresse sur le plan physique et chronométrique et se tourne peu à peu de façon exclusive sur les épreuves de nage libre du 50 au 200 mètres.
2004 est une année difficile pour Bernard qui voit sa progression retardée par une mononucléose et une toxoplasmose. Malgré de bons championnats de France durant lesquels il se qualifie pour les finales sur 50 mètres nage libre (6e en 23 s 14) et sur 100 mètres nage libre (dernier en 50 s 87). Bernard ne se qualifie pas pour les Jeux olympiques d'Athènes (Grèce).
Il se ressaisit en fin d'année en participant à sa première sortie en équipe de France à l'occasion des championnats d'Europe en petit bassin disputés à Vienne (Autriche), au cours desquels il remporte son premier titre significatif sur la scène continentale avec le relais 4 × 50 mètres nage libre accompagné de David Maitre, Romain Barnier et Frédérick Bousquet.

#### 2005-2006: la progression vers le haut niveau
Il renoue avec les bassins en 2005 et parvient à passer pour la première fois de sa carrière sous la barre des 50 secondes en demi-finale du 100 mètres nage libre (49 s 94) lors des championnats de France disputés à Nancy et qualificatifs pour les mondiaux de Montréal (Canada). Il confirme cette progression chronométrique en terminant 3e de la finale derrière Frédérick Bousquet qui bat le record de France en 49 s 06 et Amaury Leveaux (50 s 08). Sur ces mêmes championnats, Bernard bat aussi son record personnel en 22 s 75 sur 50 mètres nage libre dominé encore par Frédérick Bousquet en 22 s 34. Ces deux 3e places ne lui permettent pas d'obtenir sa qualification pour les mondiaux d'autant que le relais ne se qualifie pas non plus.
Quelques mois plus tard, lors des championnats d'Europe en petit bassin disputés à Trieste (Italie), il remporte au titre du relais 4 × 50 mètres nage libre accompagné de ses coéquipiers Julien Sicot, David Maitre et Frédérick Bousquet la médaille d'argent derrière le relais Néerlandais. Bernard durant ces championnats est aussi engagé sur 50 mètres nage libre mais ne parvient pas à passer les demi-finales en 22 s 27.
En 2006, lors des championnats de France disputés à Tours, Bernard termine tout d'abord 2e du 50 mètres nage libre en battant son record personnel en 22 s 32 n'étant dominé que de deux centièmes par le spécialiste français de la discipline Frédérick Bousquet. Il bat à nouveau son record personnel sur 100 mètres nage libre qu'il termine 3e en 49 s 69 derrière Amaury Leveaux (49 s 18) et fabien Gilot (49 s 57). Ces résultats lui permettant d'obtenir sa première qualification individuelle pour les championnats d'Europe sur 50 et 100 mètres nage libre.
Deux mois plus tard, il remporte dès le premier jour des championnats d'Europe disputés à Budapest (Hongrie), la médaille de bronze avec ses coéquipiers du relais 4 × 100 mètres nage libre Fabien Gilot, Amaury Leveaux et Frédérick Bousquet. Durant ce relais, Bernard, premier relayeur de l'équipe bat son record personnel en 49 s 22. Trois jours plus tard, sur 100 mètres nage libre, il se qualifie pour sa première grande finale avec le 4e chrono des demies (49 s 26). Durant la finale disputée le lendemain, Bernard part extrêmement vite passant en tête au premier virage mais cédant peu à peu sur la fin, il doit se contenter de la dernière place en 49 s 47 loin de l'Italien Filippo Magnini qui remporte l'or en 48 s 79. Engagé sur 50 mètres nage libre en fin de session, il ne passe pas les séries malgré le fait qu'il soit dans les seize premiers. En effet quatre français sont engagés sur cette épreuve et seuls deux sont acceptés en demi-finales. Se retrouvant ex æquo avec David Maitre, il perd pour dix centièmes son barrage contre son compatriote.
Quelques mois plus tard, il obtient sa première médaille individuelle dans un grand championnat lors des championnats d'Europe en petit bassin d'Helsinki (Finlande) avec la médaille de bronze sur 100 mètres nage libre en 47 s 24 derrière l'Italien Filippo Magnini et le Suédois Stefan Nystrand. Il obtient en outre la médaille d'argent avec ses coéquipiers Frédérick Bousquet, Julien Sicot et David Maitre du relais 4 × 50 mètres nage libre devancés par le relais suédois porté par Stefan Nystrand.
En fin d'année, Bernard, qui évoluait jusqu'ici au sein du Cercle des nageurs de Marseille, rejoint le club du Cercle des nageurs d'Antibes pour suivre son entraîneur Denis Auguin en conflit avec les autres entraîneurs marseillais.

#### 2007: la révélation au niveau international
En février 2007, à l'occasion d'un meeting de préparation, Bernard bat le record de France du 100 mètres nage libre en grand bassin en 48 s 81 (ancien record en 48 s 97 par Frédérick Bousquet). À cette occasion il s'approprie la meilleure marque mondiale de l'année et se place en outsider pour les championnats du monde à Melbourne (Australie). Il se déclare la veille de l'échéance australienne confiant : « Ma perf de Lyon fait partie de ma progression et je ne me prends pas la tête avec cela : 48 s 8, 48 s 9, 48 s 6, cela fait partie de ma progression, j'essaie de ne pas trop y penser. Ce sont mes premiers "Monde", mon but est d'aller en finale et une fois en finale, tout est possible, rien n'est joué d'avance. Cela va nager très vite ».
À Melbourne, Bernard entame de la meilleure façon la compétition. En effet, il décroche sa première médaille internationale avec le relais français du 4 × 100 mètres nage libre. Accompagné de Fabien Gilot, Julien Sicot et Frédérick Bousquet, il décroche la médaille de bronze avec record de France à la clé derrière les États-Unis et l'Italie. Lancé en 2e position par Frédérick Bousquet, Bernard auteur d'un bon relais en 48 s 18 ne peut rien contre le retour en 47 s 18 de Filippo Magnini qui passe le Français et accroche l'argent pour l'Italie. Quelques jours plus tard, en individuel sur 100 mètres nage libre, Bernard avec un chrono de 49 s 08, se hisse à la quatrième place à l'issue des séries. Néanmoins il ne parvient pas à passer le cap des demi-finales, réalisant le neuvième temps (48 s 89) à seulement deux centièmes de la huitième place qui lui aurait permis de se qualifier pour la finale. On compte également parmi les éliminés le Suédois Stefan Nystrand.
Engagé sur 50 mètres nage libre en fin de session, il bat son record personnel dès les séries (22 s 26) et atteint les demi-finales. Mais, comme sur 100 mètres nage libre, il termine 9e des demies ex æquo avec l'Espagnol Eduardo Lorente Ginesta. Participant à une course de départage pour l'enjeu de cette neuvième place, il perd cette dernière repartant assez déçu de ces championnats du monde sur le plan individuel avec une 9e et une 10e places.
Passée la déception individuelle et devenu régulier sous les 49 secondes, Bernard enchaîne les bons résultats les mois qui suivent abaissant à nouveau son record de France (48 s 56) lors d'une réunion à Canet-en-Roussillon.
Mais c'est à Saint-Raphaël lors des championnats de France disputés en juin que Bernard se révèle sur la scène mondiale en abaissant de manière significative les records de France sur 50 mètres et 100 mètres nage libre. Sur la première distance, il réalise en finale un chrono de 21 s 76 qui lui aurait permis d'être champion du monde trois mois auparavant à Melbourne et qui constitue la troisième performance mondiale de tous les temps à seulement 12 centièmes de seconde du record de monde de la légende russe Alexander Popov. Il bat deux jours plus tard, le record de France en finale du 100 mètres nage libre pour la troisième fois en quelques mois. Plus encore, avec un chrono de 48 s 12, il devient le deuxième nageur le plus rapide de l'histoire sur la distance à égalité avec le double champion du monde Italien Filippo Magnini et à moins de trois dixièmes de seconde du record du monde du double champion olympique néerlandais Pieter van den Hoogenband.
Détenteur de la deuxième performance de l'histoire durant quelque temps, Bernard en est dépossédé le mois suivant lors de l'Open de Paris de natation par le Suédois Stefan Nystrand réalisant un temps de 47 s 91. Bernard 2e de cette course en 48 s 54 et nullement déçu, se satisfait d'une fin de saison pleine qui l'a vu dépasser les temps réalisés par quelques-uns des plus grands sprinteurs de l'histoire comme le tsar Russe Alexander Popov (double champion olympique de la distance en 1992 et 1996) ou l'Américain Matt Biondi (champion olympique en 1988) avec des records respectifs à 48 s 21 et 48 s 42.
En fin d'année, Bernard se distingue lors des championnats d'Europe en petit bassin de Debrecen (Hongrie) au cours desquels, il remporte trois médailles avec le bronze tout d'abord sur 50 mètres nage libre en 21 s 57 derrière le Suédois Stefan Nystrand (21 s 11) et le Croate Duje Draganja (21 s 23). Ensuite deux jours plus tard il remporte son premier titre européen sur 100 mètres nage libre en battant le record des championnats (46 s 39) devant Stefan Nystrand (46 s 73) et l'Italien Filippo Magnini (46 s 90). Il est aussi membre le dernier jour de compétition, du relais 4 × 50 mètres nage libre avec Antoine Galavtine, David Maitre et Amaury Leveaux qui termine second derrière le relais Suédois qui bat le record du monde du 4 × 50 mètres nage libre.

#### 2008: premiers records du monde et route vers Pékin

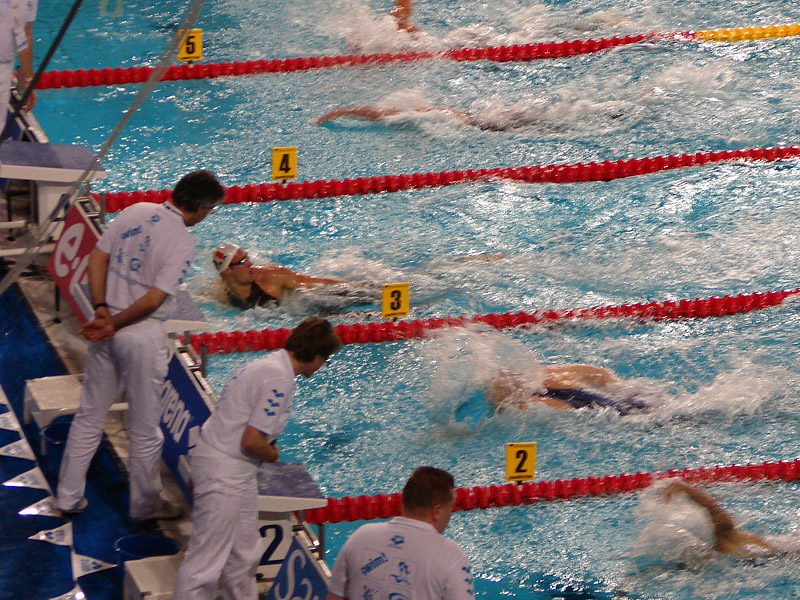
Alain Bernard à l'arrivée du 100 m nage libre lors duquel il bat le record du monde le 22 mars 2008.

2008 est une année olympique marquée par un changement notable dans le monde de la natation avec l'arrivée des combinaisons de natation et notamment la LZR Racer de Speedo. Ces avancées technologiques bousculent la hiérarchie sur de nombreuses épreuves, le 100 mètres nage libre n'échappant pas à la règle.
Le vendredi 21 mars 2008, Alain Bernard bat lors de la demi-finale des championnats d'Europe disputés à Eindhoven (Pays-Bas), le record du monde du 100 mètres nage libre en 47 s 60, améliorant de 24 centièmes de seconde le temps de référence que Pieter van den Hoogenband avait réalisé lors des jeux de Sydney en 2000. Performance d'autant plus symbolique qu'elle a lieu dans la piscine ou « VDH » avait l'habitude de s'entraîner. Il améliore de nouveau le record du monde d'un dixième le lendemain en finale pour le porter à 47 s 50, remportant donc la médaille d'or devant l'Italien Filippo Magnini et le Suédois Stefan Nystrand.
Le dimanche 23 mars 2008, lors des mêmes championnats, Bernard bat le record du monde du 50 mètres nage libre en demi-finale le portant à 21 s 50, détrônant les 21 s 56 réalisés par l'Australien Eamon Sullivan le 17 février 2008 à Sydney en Australie à l'occasion des Championnats de Nouvelles-Galles du Sud. Ce record cependant est à nouveau battu par Eamon Sullivan le 27 mars 2008 lors des championnats d'Australie avec un temps de 21 s 41 en demi-finale, puis amélioré à 21 s 28 lors de la finale le 28 mars 2008. Le record d'Alain Bernard n'a donc tenu que quatre jours.
Les performances d'Alain Bernard ne manquent pas de lever un voile de doute, certaines voix en dehors et autour du bassin s'interrogeant sur la soudaine évolution atypique sur le plan chronométrique et surtout physique d'un nageur au potentiel insoupçonné jusque fin 2007. Le nageur italien double champion du monde en titre Filippo Magnini ne mâche pas ses mots devant la presse italienne à l'issue de la finale du 100 mètres nage libre, déclarant qu'« Alain Bernard a trouvé les bonnes vitamines ». Le journaliste réputé Craig Lord signale quant à lui que les soupçons de dopage sont le lot de tous ceux qui obtiennent des performances et qu'il est donc logique que Bernard n'échappe pas aux « soupçons ». Alain Bernard quant à lui, ne faisant que peu de cas de ces déclarations, répond serein : « Je ne suis pas un tricheur. Je sais ce que je mange et ce que je bois, je travaille dur pour vivre ça. J'ai envie de bouffer tout le monde, je suis dans une bonne spirale » et conclut aussi concernant le possible apport de la combinaison dans sa performance : « Même en pyjama, j'aurais gagné ».
Un mois plus tard se déroulent les championnats de France disputés à Dunkerque, qualificatifs pour les Jeux olympiques.
Alain Bernard, très attendu, remporte le titre sur 100 mètres nage libre en 47 s 82, devançant Fabien Gilot (48 s 02) et Frédérick Bousquet (48 s 71).
Trois jours plus tard, lors de la finale du 50 mètres nage libre, Bernard se fait déposséder de son record d'Europe du 50 mètres nage libre par Amaury Leveaux, vainqueur en 21 s 38. Bernard, 2e en 21 s 69, se contente de la qualification individuelle sur la distance obtenue pour seulement 3 centièmes devant Frédérick Bousquet.
Ses performances régulières sur 100 mètres nage libre, qui le placent comme grand favori sur 100 mètres nage libre, combinées à celles d'Amaury Leveaux (48 s 38), Frédérick Bousquet (48 s 51) et de Fabien Gilot (48 s 02), placent le relais français en position de grand favori pour Pékin.
Position confortée le jeudi 19 juin 2008, lors de l'Open de Paris de natation durant lequel Amaury Leveaux, Fabien Gilot, Frédérick Bousquet et Alain Bernard améliorent le record d'Europe du 4 × 100 mètres nage libre en le portant à 3 min 12 s 54, à seulement 8 centièmes du record du monde (l'ancien record appartenait à l'Italie en 3 min 14 s 04 et avait été établi en mars 2007 à Melbourne (Australie) à l'occasion des championnats du monde).

#### Pékin 2008: premier champion olympique français du 100 mètres nage libre

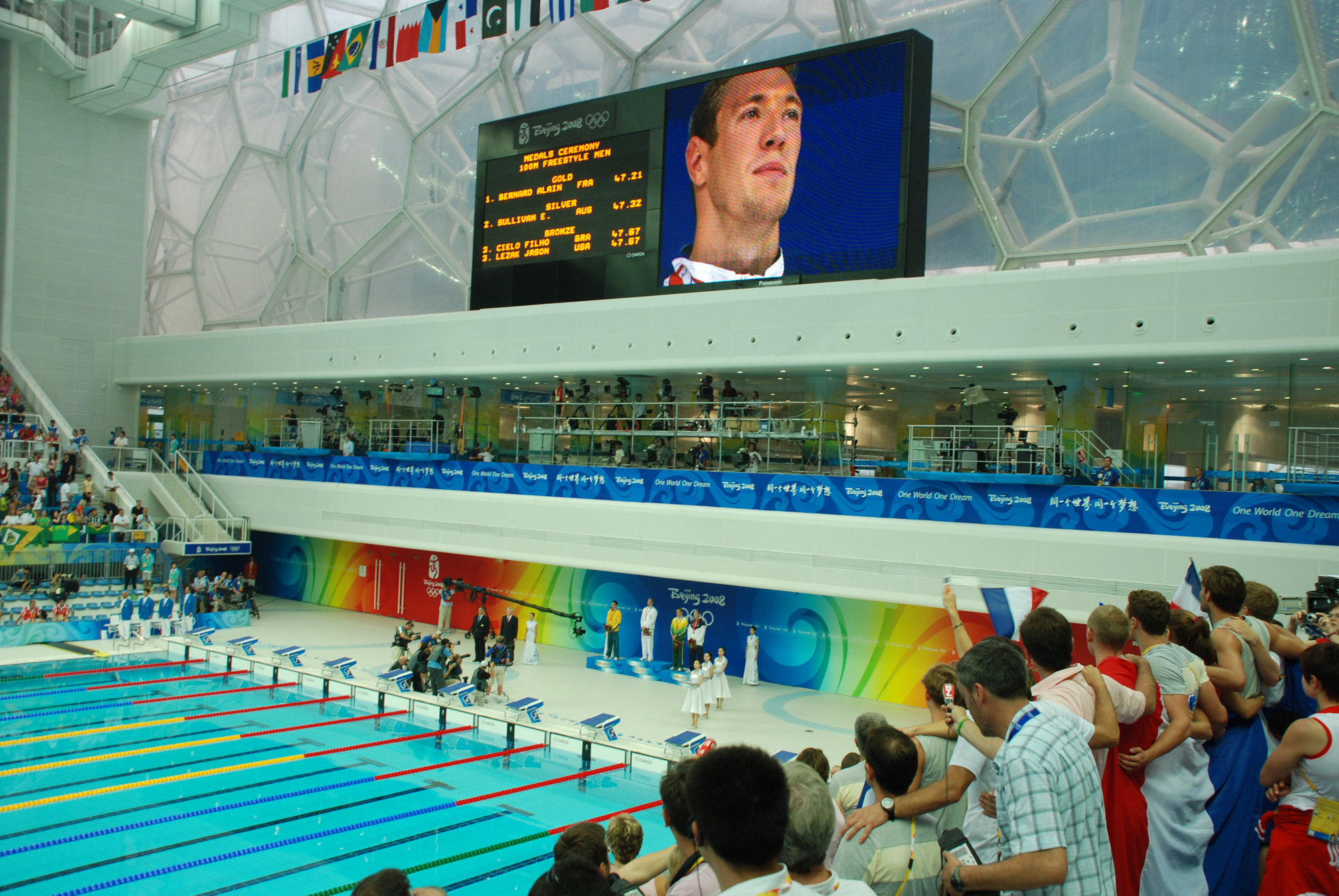
Le tableau lumineux du Cube d'eau de Pékin le 14 août 2008, diffuse l'image d'Alain Bernard sur la plus haute marche du podium du 100m nage libre des Jeux olympiques de 2008

le 11 août 2008, pendant les Jeux olympiques de Pékin (Chine), Le même quatuor bat à nouveau le record d'Europe, de plus de 4 secondes, lors de la finale du 4 × 100 m nage libre, le portant à 3 min 08 s 32. La France cède toutefois la première marche du podium à l'équipe américaine, qui la devance de 8 centièmes de seconde. Cette finale est par ailleurs marquée par le duel entre Bernard et l'Américain Jason Lezak, tous les deux derniers relayeurs de leur équipe. En effet bien qu'il soit lancé par Frédérick Bousquet en 1re position et encore en avance sur Lezak après 50 m, le Français se fait passer dans les derniers mètres, ce qui offre l'or aux Américains. Lors de cette finale, Bernard perd également son record du monde du 100 mètres nage libre, battu par son grand rival Eamon Sullivan, premier relayeur de l'équipe australienne avec un temps de 47 s 24. Bernard se déclare abattu à l'issue de cette finale mais loin d'être battu : « Je me suis dit : "C'est chiant. On aurait pu faire mieux. On aurait pu gagner". Mais avec des "on aurait pu". En individuel ce sera une autre histoire" ».
Deux jours plus tard, le 13 août 2008, Bernard récupère pendant seulement trois minutes le record du monde du 100 mètres nage libre lors de la première demi-finale du 100 mètres nage libre des Jeux olympiques de 2008, avec un chrono 47 s 20, avant qu'Eamon Sullivan ne se l'approprie à nouveau, le portant cette fois à 47 s 05.
Le lendemain, pour la finale, le duel entre Alain Bernard et l'Australien Eamon Sullivan a bien lieu et c'est l'Australien qui prend l'avantage au 50 m (22 s 48 contre 22 s 53) avant que le Français ne produise son effort et termine la course premier à la touche. Sullivan termine 2e à onze centièmes de Bernard (47 s 32 contre 47 s 21). Ce dernier devient donc le premier champion olympique français sur 100 mètres nage libre. Il apporte à la France sa deuxième médaille d'or.
À l'issue de la course, Bernard déclare heureux : « J'avais les jambes qui tremblaient. Quand le starter a dit : "A vos marques", j'ai vu ma jambe gauche qui s'est mise à trembler. Je me suis dit : "Put…, c'est mal barré !". C'était la première fois que je ressentais un stress aussi fort. J'étais beaucoup plus décontracté avant les séries et les demi-finales, même si je dois avouer qu'en séries, j'étais un peu tendu car je souhaitais vite retrouver de bonnes sensations après les quinze derniers mètres ratés de mon relais. C'est une victoire sur moi-même ».
Le 15 août, Bernard se qualifie pour la finale du 50 mètres nage libre en remportant sa demi-finale avec le deuxième meilleur temps des deux courses, juste derrière le Brésilien César Cielo Filho. Il y retrouve son compatriote Amaury Leveaux ainsi que son rival Eamon Sullivan. Le jour suivant, Alain Bernard décroche une nouvelle médaille, en bronze cette fois-ci en terminant 3e de la finale du 50 mètres nage libre en 21 s 49 juste derrière César Cielo Filho qui bat le record olympique en 21 s 30 et Amaury Leveaux second en 21 s 45. Fait unique dans l'histoire de la natation, tous les nageurs sont passés sous les 22 secondes lors de cette course. À l'issue de cette course, Bernard égale le total de trois médailles chacune d'un métal différent de Laure Manaudou à Athènes.
Engagé en fin d'année sur les Championnats d'Europe de natation en petit bassin 2008 de Rijeka (Croatie), il fait partie avec Fabien Gilot, Frédérick Bousquet et Amaury Leveaux du relais 4 × 50 mètres nage libre qui remporte le titre européen en abaissant le record du monde de plus de 3 secondes.
À l'issue d'une année riche, Alain Bernard est consacré Champion des champions français par le journal L'Équipe devant l'Équipe de France de handball masculin et le pilote de rallye Sébastien Loeb et son copilote Daniel Elena. Il est aussi désigné avec la spécialiste britannique du 400 mètres nage libre Rebecca Adlington, Nageur européen de l'année par la Ligue européenne de natation.

#### 2009: confirmation en moins de 47 secondes et vice champion du monde
En avril 2009, au cœur de championnats de France marqués par l'utilisation des combinaisons 100 % polyuréthane permettant à bon nombre de nageurs de battre sans se fatiguer leurs records personnels, Alain Bernard entre lors des demi-finales du 100 mètres nage libre dans l'histoire en battant une nouvelle fois le record du monde du 100 mètres nage libre, étant le premier nageur à passer sous les 47 secondes avec un chrono de 46 s 94, il améliore ainsi le record de son rival australien Eamon Sullivan de 11 centièmes. Toutefois, ce nouveau record du monde établi avec une combinaison entièrement en polyuréthane ne sera jamais homologué par la FINA. Le 22 juin 2009, la FINA a en effet décidé d'homologuer 134 combinaisons, mais pas la Arena X-Glide utilisée par Bernard lors de son record du monde qui a donc été invalidé. Le lendemain il termine 2e de la finale en 47 s 51 derrière Frédérick Bousquet vainqueur en 47 s 15. Déjà qualifié au titre de ses performances olympiques sur 100 mètres nage libre pour les championnats du monde disputés à Rome (Italie), Alain Bernard s'impose comme le grand favori sur la distance.
En fin de session, Bernard termine 2e en etablissant son record personnel (21 s 23) d'un 50 mètres nage libre dominé par Frédérick Bousquet qui s'offre à l'occasion le record du monde en 20 s 94.

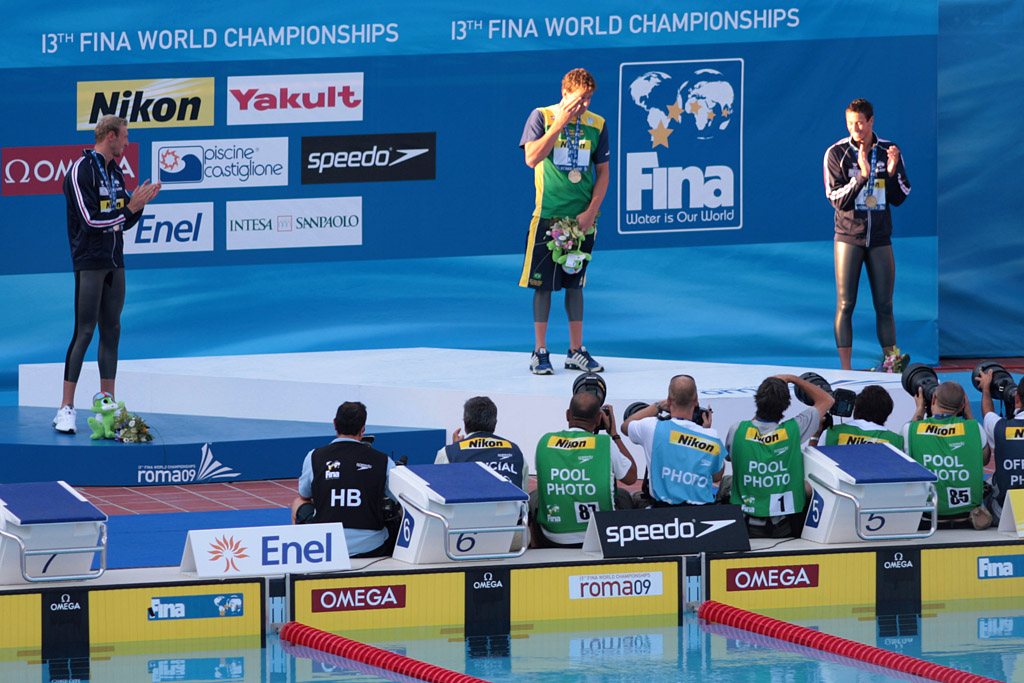
Podium du 100 m nage libre des Championnats du monde de natation 2009 à Rome. De gauche à droite : Alain Bernard (France, Argent), César Cielo (Brésil, Or) et Frédérick Bousquet (France, Bronze).

À l'issue des championnats de France, l'équipementier d'Alain Bernard lui a fourni une combinaison modifiée, à 80 % polyuréthane, et homologuée qu'il utilise aux championnats du monde quelques mois plus tard.
Engagé fin juillet sur les championnats du monde disputés à Rome (Italie), Bernard entame la compétition avec ses coéquipiers Fabien Gilot, Grégory Mallet et Frédérick Bousquet sur le relais 4 × 100 mètres nage libre qui fait figure de favori pour l'or avec au départ cinq nageurs français comptant parmi les 10 meilleurs performeurs de la saison sur 100 mètres nage libre. Cependant le relais ne peut faire mieux que la médaille de bronze derrière les États-Unis et la Russie. Deuxième relayeur, Bernard lancé en 2e position par Gilot, fait la différence et passe le relais en tête grâce au meilleur temps lancé de tous les participants (46 s 46). Mais par la suite ni Mallet ni Bousquet ne parviennent à contenir le retour des Américains et Russes. À l'issue de ce nouvel échec, un an après Pékin, Bernard relativise : « Sur le moment, on est déçu mais on a donné le meilleur de nous-même à un moment donné donc on n'a pas de regret à avoir. Ils ont été les plus forts, il faut relativiser. Qu'importe la position à laquelle je suis partie, l'important était de faire le meilleur 100 mètres possible. J'avais vraiment envie de me fondre dans ce relais. Partir en deuxième position, c'était pas mal pour creuser l'écart. ».
Quatre jours plus tard, Bernard devient vice champion du monde du 100 mètres nage libre en 47 s 12. Impressionnant en demi-finales 47 s 27, le Français ne peut rien faire en finale contre le Brésilien César Cielo Filho qui devient le premier nageur officiellement sous les 47 secondes en établissant le record du monde du 100 mètres nage libre en 46 s 91. Frédérick Bousquet complétant le podium.

#### 2010: champion d'Europe et premier titre mondial avec le relais en petit bassin
La saison 2010 est marquée par la fin de l'usage des combinaisons en polyuréthane mettant fin à deux années de polémiques. Pour les hommes, seul le maillot de bain long jusqu'au genoux est désormais autorisé. Si certaines voix s'expriment contre cette interdiction en pointant l'argument d'un retour en arrière néfaste à la natation, Alain Bernard et son entraîneur ne sont pas mécontents de l'arrêt de matériaux qui selon eux « gommaient les défauts de nageurs aux capacités moindre »
En avril, durant les championnats de France disputés à Saint-Raphaël, Bernard obtient son premier billet individuel pour les championnats d'Europe en terminant 3e du 50 mètres nage libre en 22 s 08 devancé par Frédérick Bousquet (21 s 71) et Fabien Gilot (21 s 97). Lors de la finale 100 mètres nage libre ayant lieu deux jours plus tard, Bernard malgré le meilleur temps des demi-finales en 48 s 32, ne peut rien en finale contre Fabien Gilot. Ce dernier veut sa revanche après avoir perdu toute chance de qualification pour les championnats d'Europe sur la distance, n'ayant pas satisfait aux minima chronométriques imposés pour les séries, gagne en 48 s 52. Auteur d'un chrono de 49 s 04, Bernard quant à lui se qualifie avec le jeune William Meynard (3e en 49 s 18) pour sa deuxième épreuve individuelle européenne.
Lors des Championnats d'Europe de Budapest (Hongrie) disputés trois mois plus tard, Bernard fait partie du relais 4 × 100 m nage libre médaillé d'argent le premier jour de compétition avec Fabien Gilot, Yannick Agnel et William Meynard. Dernier relayeur de son équipe, Bernard lancé en tête par William Meynard, ne parvient pas durant son relais à produire son accélération et termine battu de près d'une seconde durant son relais par le jeune relayeur russe Danila Izotov (48 s 70 contre 47 s 84). Se sentant responsable de l'échec, Bernard ne parvient pas à trouver d'explications à sa contre-performance : « J'ai mal nagé. Je pénalise l'équipe. Mais on est quatre. En relais, il faut être quatre en forme au même moment. Moi, je ne l'étais pas. Je suis loin de ce que je suis capable de faire ». Trois jours plus tard, il se qualifie sans impressionner en 48 s 71 pour la finale du 100 mètres nage libre laissant le fauteuil de grand favori de la course au nageur russe Evgeny Lagunov auteur du meilleur temps des demi-finales en 48 s 38 et surtout auteur de 48 s 23 au départ de son relais. Le lendemain cependant, en finale Bernard parvient à hausser son niveau et conserver son titre européen du 100 mètres nage libre avec un chrono de 48 s 49 devançant à la touche son rival Evgeny Lagunov (48 s 52) et l'autre Français William Meynard (48 s 56). En fin de session il ne parvient pas à se qualifier pour les demi-finales du 50 mètres nage libre bien que 4e des séries en 21 s 99 il est en effet devancé par deux français (Frédérick Bousquet en 21 s 65 et Fabien Gilot en 21 s 91).
En décembre, lors des championnats du monde en petit bassin de Dubaï (Émirats arabes unis), Bernard fait partie du relais 4 × 100 mètres nage libre français avec Fabien Gilot, Frédérick Bousquet et Yannick Agnel qui remporte son premier titre de champion du monde en 3 min 4 s 78 en devançant Russes et Brésiliens. Engagé sur 100 mètres nage libre en fin de session, Alain Bernard échoue au pied du podium pour 2 centièmes derrière Nikita Lobintsev (46 s 37 contre 46 s 35) médaillé de bronze au terme d'une course dominée par César Cielo Filho en 45 s 74 devant Fabien Gilot (45 s 97).

#### 2011: saison décevante sauvée par une médaille de bronze à Shanghaï
En mars 2011, lors des championnats de France de Strasbourg, il entame la compétition de la meilleure des manières en terminant 2e du 50 mètres nage libre en 21 s 98, devancé par le champion d'Europe Frédérick Bousquet (21 s 82). Cette performance lui permet d'obtenir sa qualification sur la distance pour les mondiaux.
Bernard trois jours plus tard engagé en finale du 100 mètres nage libre, termine 4e en réalisant un chrono de 48 s 71 loin du vainqueur Fabien Gilot qui bat à l'occasion la meilleure performance de l'année en 48 s 34 dans une finale marquée par cinq nageurs sous les 49 secondes. Battu par William Meynard (48 s 57) et Yannick Agnel (48 s 59), il échoue dans son objectif de qualification individuelle sur la distance à Shanghai. Une première depuis les championnats du monde 2005. Il obtient cependant sa qualification au titre du relais 4 × 100 mètres nage libre pour lequel les Français sont favoris. À l'issue de la course et très déçu, Bernard parle d'un système très usant sur le plan psychologique qui oblige les nageurs à être très fort dès le mois de mars, la grosse densité du sprint en France qui fait d'une finale nationale de 100 mètres nage libre, une course de niveau mondial n'aidant pas à se sentir plus à l'aise. Il conclut cependant en félicitant les nageurs qui le devancent.
En juillet 2011, aux championnats du monde à Shanghai (Chine), il obtient une médaille d'argent avec le relais 4 × 100 mètres nage libre composé de William Meynard, Jérémy Stravius et Fabien Gilot devancé par le relais australien qui crée la surprise. James Magnussen au départ de son relais nage le meilleur chrono textile de l'histoire en 47 s 49. Premier relayeur de son équipe, Bernard impressionnant en séries avec un relais de 48 s 37 au départ, ne parvient pas en finale à rééditer sa performance auteur d'un chrono de 48 s 75 et lançant Jérémy Stravius en 5e position. Par la suite les relayeurs français ne parviennent pas à faire leur retard sur les Australiens. Pointé du doigt par les médias pour ses performances en relais souvent en deçà de son niveau de champion olympique, Bernard ne se sent pas responsable « C'est une finale, c'est tendu. Je ne me sens pas responsable. Une polémique sur ma performance ? Ça dépend des journalistes. On s'est donné à fond. Entre nous, il n'y a pas de reproche. Les Australiens sortent une course de fous. James Magnussen lance le relais en 47 s 49, c'est dur de revenir. Et on finit pourtant à 14 centièmes derrière ». Engagé en fin de session sur 50 mètres nage libre, Bernard malgré des demi-finales difficiles au terme desquelles il obtient sa place de justesse (8e en 22 s 07), il crée la surprise en finale en décrochant la médaille de bronze en 21 s 92 loin derrière César Cielo Filho (21 s 52) mais à seulement deux centièmes de l'argent de l'Italien Luca Dotto (21 s 90).
En décembre, il réalise la meilleure performance mondiale de l'année en petit bassin, lors des Championnats de France à Angers.

#### 2012: champion olympique avec le relais sans nager la finale
En 2012, l'année débute par les championnats de France qualificatifs pour les Jeux olympiques et disputés en mars à Dunkerque. Engagé sur 100 mètres nage libre, Bernard réalise de bonnes demi-finales conclues avec un chrono de 48 s 61, mais échoue le lendemain en finale à la 5e place en 48 s 97, loin de Yannick Agnel vainqueur en 48 s 02 et de Fabien Gilot 2e en 48 s 37 qui obtiennent leur qualification individuelle sur la distance pour Londres, mettant ainsi fin aux espoirs de doublé olympique d'Alain Bernard. À l'issue de la course et essayant de rester digne, Bernard déclare « Je ne peux pas cacher mon amertume et ma déception mais je tiens à féliciter Yannick et Fabien ». Engagé le dernier jour de compétition en finale du 50 mètres nage libre, Bernard manque la qualification pour les Jeux olympiques au terme d'une finale très serrée dominée par Amaury Leveaux en 21 s 93 et Florent Manaudou (21 s 95) et qui voit l'élimination du favori Frédérick Bousquet 4e en 22 s 05. Bernard termine 5e en 22 s 15. Il n'obtient pas de qualification individuelle pour les Jeux olympiques (qualifié cependant au titre du relais 4 × 100 mètres nage libre) et quitte le bassin en larmes, sous l'ovation appuyée du public de Dunkerque qui rend hommage à celui qui disputait là ses derniers championnats de France. Il déclare à l'issue de cette reconnaissance qu'il y a des événements qui n'ont pas de prix et que cette ovation qui en fait partie efface en partie sa déception.
À l'issue de cette compétition, Alain Bernard est proposé par la Fédération française de natation pour devenir porte drapeau de la délégation française lors de la cérémonie d'ouverture des Jeux olympiques de Londres (Grande-Bretagne) : « Nous avons proposé à Alain Bernard d'être porte-drapeau de la délégation française à Londres. Alain, le mérite très largement, c'est un garçon exceptionnel ».

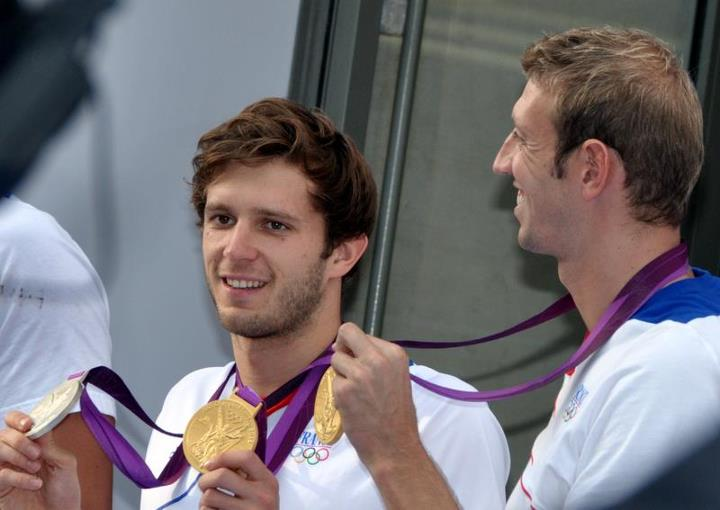
Clément Lefert et Alain Bernard au défilé des médaillés français des Jeux olympiques d'été de 2012

Deux mois plus tard, lors des championnats d'Europe de Debrecen (Hongrie), Bernard met fin avec ses coéquipiers Amaury Leveaux, Jérémy Stravius et Frédérick Bousquet à cinquante ans de disette continentale du relais 4 × 100 mètres nage libre français en remportant la médaille d'or devant les Italiens et les Russes. Engagé quelques jours plus tard sur son dernier 100 mètres nage libre individuel en grande compétition, Alain Bernard remporte la médaille d'argent en 48 s 95 derrière l'Italien Filippo Magnini (48 s 77).
Deux mois plus tard, lors des Jeux olympiques de Londres (Grande-Bretagne), Alain Bernard ne nage que les séries du relais 4 × 100 mètres nage libre, le Niçois Clément Lefert lui étant préféré à l'issue des séries. Il assiste au bord des larmes en tribunes au titre olympique de ses coéquipiers, devenant médaillé d'or au même titre que Jérémy Stravius qui nageait aussi les séries, Amaury Leveaux, Fabien Gilot, Clément Lefert et Yannick Agnel. Il conclut donc sa carrière par un deuxième titre olympique.
Alain Bernard quitte les bassins quelques semaines plus tard à l'issue d'une réunion à Antibes faisant office de jubilé, fort de l'un des plus grands palmarès du sport français qui l'a vu remporter durant une carrière longue de plus de 10 ans de nombreuses médailles et récompenses au niveau continental, international et olympique et battre de multiples records mondiaux et européens.

### Hors des bassins
Alain Bernard a signé un contrat de volontariat en gendarmerie, c'est-à-dire gendarme adjoint volontaire sous contrat et non de carrière, à l'école de gendarmerie de Montargis en 2008 et est affecté au Groupement blindé de gendarmerie mobile, situé à Versailles-Satory dans les Yvelines.
En 2011, il participe au concert des Enfoirés, Dans l'œil des Enfoirés : il interprète Voici Les Clés de Gérard Lenorman avec Lorie (en cage) Patrick Bruel, Serge Lama, Grégoire, Liane Foly, Renan Luce, Jean-Baptiste Maunier, Mimie Mathy, MC Solaar, Kad Merad, Maxime Le Forestier, Christophe Willem, Gérard Jugnot (les pâtissiers) et Jenifer.
En 2012, Alain Bernard devient le nouvel ambassadeur d'Homair Vacances et parrain des activités sportives et nautiques pour 3 ans. Il va donc encadrer, conseiller et former les équipes d'animation.
En 2013, Alain Bernard devient consultant sportif de l'Atelier Périnet-Marquet Associés Architecture (AP-MA Architecture), agence d'architecture spécialisée en conception de piscines et de centres aquatiques, forte de plus de 80 références en France et à l'étranger.
Depuis fin 2012, Alain Bernard est consultant natation pendant les épreuves nationales et internationales pour la chaîne de télévision câblée Eurosport. Il commente notamment les épreuves de natation aux Jeux olympiques d'été de 2020.
En mars 2015, Alain Bernard participe au tournage de Dropped, un nouveau jeu d'aventure produit par Adventure Line Productions que la chaine TF1 devait diffuser en juillet. Membre de l'équipe rouge composée de Philippe Candeloro, Jeannie Longo et Anne-Flore Marxer, il assiste impuissant le 9 mars 2015, lors de la seconde étape du jeu, à la collision entre les deux hélicoptères de l'équipe bleue au cours de laquelle périront 10 personnes parmi lesquelles la navigatrice Florence Arthaud, le boxeur Alexis Vastine et la nageuse Camille Muffat. Choqué et très affecté par le drame, il déclare deux jours plus tard éprouver un profond sentiment d'injustice, d'incompréhension et de fatalité : « Aujourd'hui, on est là, on est marqué, on est choqué, on est profondément attristé et je pense que toute notre peine n’a rien d’équivalent par rapport à la peine des familles et des proches des victimes. Donc rien que pour ça, on se doit de penser vraiment à eux. »
Durant les Jeux olympiques d'été de 2016, il commente les épreuves de natation, sur Canal+, aux côtés de Eric Besnard et Denis Auguin avec Philippe Groussard pour les interviews.
Par ailleurs, Alain Bernard est devenu l'ambassadeur de la Fondation Claude-Pompidou en avril 2018.
Depuis le 28 mai 2020, il est membre du conseil municipal d'Antibes, délégué à la jeunesse et à la prévention de la délinquance, élu sur la liste LR du maire Jean Leonetti.
Alain Bernard et son épouse accueillent leur premier enfant en juillet 2022, une petite fille prénommée Ava.  
En 2022, il participe à la saison 3 de Mask Singer sur TF1.

## Palmarès

### Jeux olympiques
Alain Bernard a participé aux Jeux olympiques d'été à deux reprises, Il y a remporté quatre médailles dont deux en or. Sacré en 2008 à Pékin sur 100 mètres nage libre, il devient le premier français titré sur la distance cela cinquante-six ans après Jean Boiteux premier et dernier nageur français champion olympique sur 400 mètres nage libre lors des Jeux d'Helsinki. Quatre ans plus tard lors des jeux de Londres, Bernard remporte une deuxième médaille d'or au titre du relais 4 x 100 m nage libre bien que ne participant qu'aux séries éliminatoires devenant à cette occasion le premier nageur français double médaillé d'or olympique. Il sera rejoint le lendemain par Yannick Agnel titré sur 200 mètres nage libre.
| Discipline / Année   | Pékin 2008               | Londres 2012    |
| 50 m nage libre      | Bronze 21 s 49           | -               |
| 100 m nage libre     | Or 47 s 21               | -               |
| 4 × 100 m nage libre | Argent 3 min 8 s 32 - RE | Or 3 min 9 s 93 |

### Championnats du monde
En trois participations aux Championnats du monde de natation en grand bassin, Alain Bernard bien que jamais titré a décroché cinq médailles dont deux individuelles. Il obtient néanmoins un titre mondial conquis lors de sa seule participation aux Championnats du monde de natation en petit bassin avec l'aide de ses équipiers du relais 4 × 100 m nage libre en 2010 à Dubaï.
| Discipline / Année     | Melbourne 2007             | Rome 2009           | Shanghai 2011        |
| 50 m nage libre        | 9e des 1/2 finales 22 s 40 | -                   | Bronze 21 s 92       |
| 100 m nage libre       | 9e des 1/2 finales 48 s 89 | Argent 47 s 12 - RE | -                    |
| 4 × 100 m nage libre   | Bronze 3 min 14 s 68 - RF  | Bronze 3 min 9 s 89 | Argent 3 min 11 s 14 |
| 4 × 100 m quatre nages | 7e 3 min 37 s 85           | 5e 3 min 29 s 73    |                      |

| Discipline / Année   | Dubaï 2010           |
| 50 m nage libre      | 6e 21 s 20           |
| 100 m nage libre     | 4e 46 s 37           |
| 4 × 100 m nage libre | Or 3 min 4 s 78 - RE |

### Championnats d'Europe
Alain Bernard a remporté sept médailles en quatre participations aux Championnats d'Europe de natation en grand bassin dont quatre en or. Il est le seul nageur avec Aleksandr Popov, Pieter van den Hoogenband et son compatriote Florent Manaudou à avoir remporté au moins un titre européen en grand bassin sur 50 mètres et 100 mètres nage libre ainsi qu'avec le relais 4 x 100 m nage libre. Bernard a participé en outre à cinq Championnats d'Europe de natation en petit bassin au cours desquels il a remporté huit médailles dont trois en or portant ainsi son total à quinze médailles européennes dont sept en or.
| Discipline / Année   | Budapest 2006         | Eindhoven 2008  | Budapest 2010                          | Debrecen 2012    |
| 50 m nage libre      | 9e des séries 22 s 63 | Or 21 s 66      | 4e des séries mais 3e français 21 s 99 | 7e 22 s 24       |
| 100 m nage libre     | 7e des séries 49 s 47 | Or 47 s 50 - RM | Or 48 s 49                             | Argent 48 s 95   |
| 4 × 100 m nage libre | Bronze 3 min 16 s 53  | -               | Argent 3 min 13 s 29                   | Or 3 min 13 s 55 |

| Discipline / Année  | Vienne 2004      | Trieste 2005         | Helsinki 2006        | Debrecen 2007        | Rijeka 2008           |
| 50 m nage libre     |                  |                      |                      | Bronze 21 s 57       |                       |
| 100 m nage libre    |                  |                      | Bronze 47 s 24       | Or 46 s 39 - RC      |                       |
| 4 × 50 m nage libre | Or 1 min 26 s 24 | Argent 1 min 25 s 40 | Argent 1 min 25 s 16 | Argent 1 min 24 s 98 | Or 1 min 20 s 77 - RM |

### Jeux méditerranéens
Pescara 2009 (« piscine Naiadi », en combinaison) : 
- Vainqueur du 100 m nage libre en 47 s 80 (devant Filippo Magnini à 44/100e) ;
- Vainqueur du relais 4 × 100 m (devant l'Italie, avec Frédérick Bousquet, William Meynard, et Amaury Leveaux) ;
- Second du 50 m nage libre en 21 s 60 (premier Frédérick Bousquet).

### Championnats de France
| Discipline / Année   | Nancy 2005     | Tours 2006           | St-Raphaël 2007      | Dunkerque 2008       | Montpellier 2009 | St-Raphaël 2010      | Schiltigheim 2011 |
| 50 m nage libre      | Bronze 22 s 75 | Argent 22 s 32       | Or 21 s 76 - RF      | Argent 21 s 69       | Argent 21 s 23   | Bronze 22 s 08       | Argent 21 s 98    |
| 100 m nage libre     | Bronze 50 s 25 | Bronze 49 s 67       | Or 48 s 12 - RF      | Or 47 s 82           | Argent 47 s 51   | Argent 49 s 09       | 4e 48 s 71        |
| 4 × 100 m nage libre |                | Argent 3 min 22 s 12 | Argent 3 min 18 s 30 | Argent 3 min 16 s 88 |                  | Argent 3 min 19 s 05 | Or 3 min 19 s 02  |
| 4 × 100 m 4 nages    |                |                      |                      | Or 3 min 40 s 62     |                  | Argent 3 min 41 s 42 | -                 |

| Discipline / Année | Dunkerque 2004 | Chalon-sur-Saône 2005 | Tours 2006           | Nîmes 2007           | Angers 2008         |
| 50 m nage libre    | Or 21 s 59 RC  |                       | Or 21 s 64           | Or 21 s 24 RC        | Bronze 21 s 03      |
| 100 m nage libre   | Argent 48 s 42 | Argent 48 s 49        | Argent 47 s 70       | Or 46 s 44 RF        | Or 45 s 69 RM       |
| 200 m nage libre   |                |                       | Bronze 1 min 46 s 43 | Argent 1 min 45 s 93 | Or 1 min 43 s 40 RF |

## Records

### Records personnels
Ces tableaux détaillent les records personnels d'Alain Bernard en grand et petit bassin au 30 novembre 2008. L'indication RM signifie que le record personnel du Français constitue l'actuel record du monde de la discipline, RE l'actuel record d'Europe, RF l'actuel record de France.
| Épreuve          | Temps         | Compétition                                | Lieu                | Date       |
| 50 m nage libre  | 21 s 23       | Championnats de France 2009 (finale)       | Montpellier, France | 26/04/2009 |
| 100 m nage libre | 46 s 94       | Championnats de France 2009 (demi-finales) | Montpellier, France | 23/04/2009 |
| 200 m nage libre | 1 min 47 s 81 | Championnats d'Écosse 2008                 | Glasgow, Écosse     | 29/06/2008 |

| Épreuve          | Temps            | Compétition                                | Lieu            | Date       |
| 50 m nage libre  | 20 s 64          | Championnats d'Europe en petit bassin 2008 | Rijeka, Croatie | 14/12/2008 |
| 100 m nage libre | 45 s 69          | Championnats de France 2008                | Angers, France  | 07/12/2008 |
| 200 m nage libre | 1 min 43 s 40 RF | Championnats de France 2008                | Angers, France  | 06/12/2008 |

### Records du monde battus
Ce tableau détaille les cinq records du monde battus par Alain Bernard durant sa carrière ; quatre l'ont été en grand bassin et un en petit bassin.
| Épreuve                          | Temps   | Compétition                                 | Lieu                | Date       |
| 50 m nage libre en grand bassin  | 21 s 50 | Championnats d'Europe 2008 (demi-finale)    | Eindhoven, Pays-Bas | 23/03/2008 |
| 100 m nage libre en grand bassin | 47 s 60 | Championnats d'Europe 2008 (demi-finale)    | Eindhoven, Pays-Bas | 21/03/2008 |
| 100 m nage libre en grand bassin | 47 s 50 | Championnats d'Europe 2008 (finale)         | Eindhoven, Pays-Bas | 22/03/2008 |
| 100 m nage libre en grand bassin | 47 s 20 | Jeux olympiques d'été de 2008 (demi-finale) | Pékin, Chine        | 13/08/2008 |
| 100 m nage libre en petit bassin | 45 s 69 | Championnats de France 2008 (finale)        | Angers, France      | 07/12/2008 |

### Évolution de ses records personnels
Ce tableau détaille l'évolution des records personnels d'Alain Bernard des 50 et 100 m nage libre en grand bassin à chaque fin d'année. Entre parenthèses est précisé le record constitué par le temps personnel du Français à chaque fin d'année.
- 50 mètres nage libre

- 100 m nage libre

- 200 mètres nage libre

## Distinctions
- 2008 : Champion des champions français par L'Équipe.
- 2008 :  Chevalier de la Légion d'honneur[98].
- 2008 : Seul Grand Prix Olympique, décerné par l'Académie des sports.
- 2012 :  Officier de l'ordre national du Mérite (décret du 31 décembre 2012)[99].
- 2015 : RMC Sport Award d'honneur[100].
- 2017 : Membre de l'International Swimming Hall of Fame.

## Activités audiovisuelles

### Filmographie
- 2013 : Nos chers voisins fêtent l'été : Le cousin de Chloé

### Émissions de télévision
- 2013 et 2022 : participations à Fort Boyard sur France 2
- 2015 : tournage interrompu de Dropped, marqué par le décès accidentel de plusieurs personnalités sportives ; au moment de l'accident, Alain Bernard était encore en course.
- 2022 : Mask Singer : candidat, sous le costume du bernard-l'hermite.